# Đurići (Drenovci)
Đurići su selo na samom jugu Vukovarsko-srijemske županije. Nalazi se blizu granice s Bosnom i Hercegovinom, a pripada općini Drenovci. Sa selima županjske Posavine spada u područje Cvelferije.

## Povijest

### Poplava 2014. godine
Tijekom poplave u svibnju 2014. godine Đurići su bili okruženi vodom. Žene, djeca i starije osobe su evakuirane kao i dio stoke. Dio stanovnika je ostao u selu braneći ga od vode. Poplavljeno je bilo 80-ak od 150 kuća.

## Stanovništvo
| broj stanovnika | 344   | 340   | 314   | 404   | 489   | 582   | 542   | 589   | 681   | 706   | 668   | 630   | 534   | 457   | 418   | 286   | 206   |
|                 | 1857. | 1869. | 1880. | 1890. | 1900. | 1910. | 1921. | 1931. | 1948. | 1953. | 1961. | 1971. | 1981. | 1991. | 2001. | 2011. | 2021. |

## Šport
U naselju je do 2014. godine postojao nogometni klub Mladost.